# Перов, Александр Иванович
Алекса́ндр Ива́нович Перо́в (род. 13 февраля 1951) — советский и российский учёный в области радиотехники, радионавигации и радиосвязи, доктор технических наук, профессор.
Основатель и главный научный сотрудник Учебно-исследовательского центра «Современные радиоэлектронные и телекоммуникационные технологии» Московского энергетического института.
Почетный работник науки и техники Российской Федерации; награждён Федерацией космонавтики РФ памятной медалью им. Академика В. П. Глушко за достижения в области подготовки кадров для космической отрасли и почетным знаком Управления радиоэлектронной борьбы Генерального штаба Вооруженных сил РФ за достижения в области разработки военной техники.

## Основные направления исследований и деятельности
- Статистический синтез радиотехнических систем и устройств.
- Современные следящие системы в радиолокации и радионавигации.
- Спутниковые радионавигационные системы ГЛОНАСС, GPS, Galileo и др.
- Нейросетевые методы и алгоритмы в радиотехнике.
- Современные высокоскоростные коммуникационные системы.

## Публикации
- Перов, А. И. Основы построения спутниковых радионавигационных систем. — М.: Радиотехника, 2012. — 240 с. — 500 экз. — ISBN 978-5-88070-317-3.
- Перов, А. И. Методы и алгоритмы оптимального приема сигналов в аппаратуре потребителей спутниковых радионавигационных систем. — М.: Радиотехника, 2012. — 240 с. — 500 экз. — ISBN 978-5-88070-031-8.
- ГЛОНАСС. Принципы построения и функционирования / Под ред. А. И. Перова , В. Н. Харисова. — 4-е, перераб. и доп. — М.: Радиотехника, 2010. — 800 с.
- Перов, А. И. Статистическая теория радиотехнических систем. — М.: Радиотехника, 2003. — 400 с. — ISBN 5-93108-047-3.
- Радиолокационные измерители дальности и скорости / В. И. Меркулов, А. И. Перов и др. М.: Радио и связь. 1999. 420 с.
- Первачёв С. В., Перов А. И. Адаптивная фильтрация сообщений. М.: Радио и связь, 1991.